# Taylorrapporten
Taylorrapporten, officielt Hillsborough Stadium Disaster Inquiry Report, er en rapport, som opsummerede resultaterne af Lord Taylor Gosforths efterforskning af Hillsborough-katastrofen på Hillsborough Stadium i Sheffield i 1989, hvor 96 Liverpool-fans mistede livet. Den midlertidige rapport blev offentliggjort i august 1989, og den endelige rapport blev offentliggjort i januar 1990. Undersøgelsen var med til at fastslå årsagerne til ulykken, og kom med anbefalinger til at undgå lignende ulykker i fremtidens sportsbegivenheder.
Taylorrapporten konkluderede, at den største årsag til ulykken var politiets manglende evne til at etablere kontrol. I rapporten anbefales det, at alle større stadioner skal bygges således, at der udelukkende findes siddepladser. The Football League i England og Scottish Football League i Skotland indførte herefter regler, der kræver, at klubber i de to øverste divisioner udelukkende må have siddepladser. 
Andre anbefalinger fra Taylorrapporten omfatter områder såsom salg af alkohol i stadion, barrierer, hegn, tælleapparater og billetpriser.